# جدول مدال‌های المپیک زمستانی ۱۹۴۸
جدول مدال بازی‌های المپیک زمستانی ۱۹۴۸ فهرستی از مدال‌های کسب شده توسط ورزشکاران است که در طول برگزاری بازی‌های المپیک زمستانی سال ۱۹۴۸ میلادی که در سنت موریتز سوئیس برگزار شد.

## جدول مدال‌ها
رتبه بندی این جدول توسط کمیته بین المللی المپیک (ioc) اعلام شده است.
      کشور میزبان (سوئیس)
| رتبه                   | کشور                      | طلا | نقره | برنز | مجموع |
| ۱                      | نروژ (NOR)                | ۴   | ۳    | ۳    | ۱۰    |
| ۱                      | سوئد (SWE)                | ۴   | ۳    | ۳    | ۱۰    |
| ۳                      | سوئیس (SUI)               | ۳   | ۴    | ۳    | ۱۰    |
| ۴                      | ایالات متحده آمریکا (USA) | ۳   | ۴    | ۲    | ۹     |
| ۵                      | فرانسه (FRA)              | ۲   | ۱    | ۲    | ۵     |
| ۶                      | کانادا (CAN)              | ۲   | ۰    | ۱    | ۳     |
| ۷                      | اتریش (AUT)               | ۱   | ۳    | ۴    | ۸     |
| ۸                      | فنلاند (FIN)              | ۱   | ۳    | ۲    | ۶     |
| ۹                      | بلژیک (BEL)               | ۱   | ۱    | ۰    | ۲     |
| ۱۰                     | ایتالیا (ITA)             | ۱   | ۰    | ۰    | ۱     |
| ۱۱                     | چکسلواکی (TCH)            | ۰   | ۱    | ۰    | ۱     |
| ۱۱                     | مجارستان (HUN)            | ۰   | ۱    | ۰    | ۱     |
| ۱۳                     | بریتانیای کبیر (GBR)      | ۰   | ۰    | ۲    | ۲     |
| مجموع (۱۳ کیمه المپیک) | مجموع (۱۳ کیمه المپیک)    | ۲۲  | ۲۴   | ۲۲   | ۶۸    |